# Brynýrování

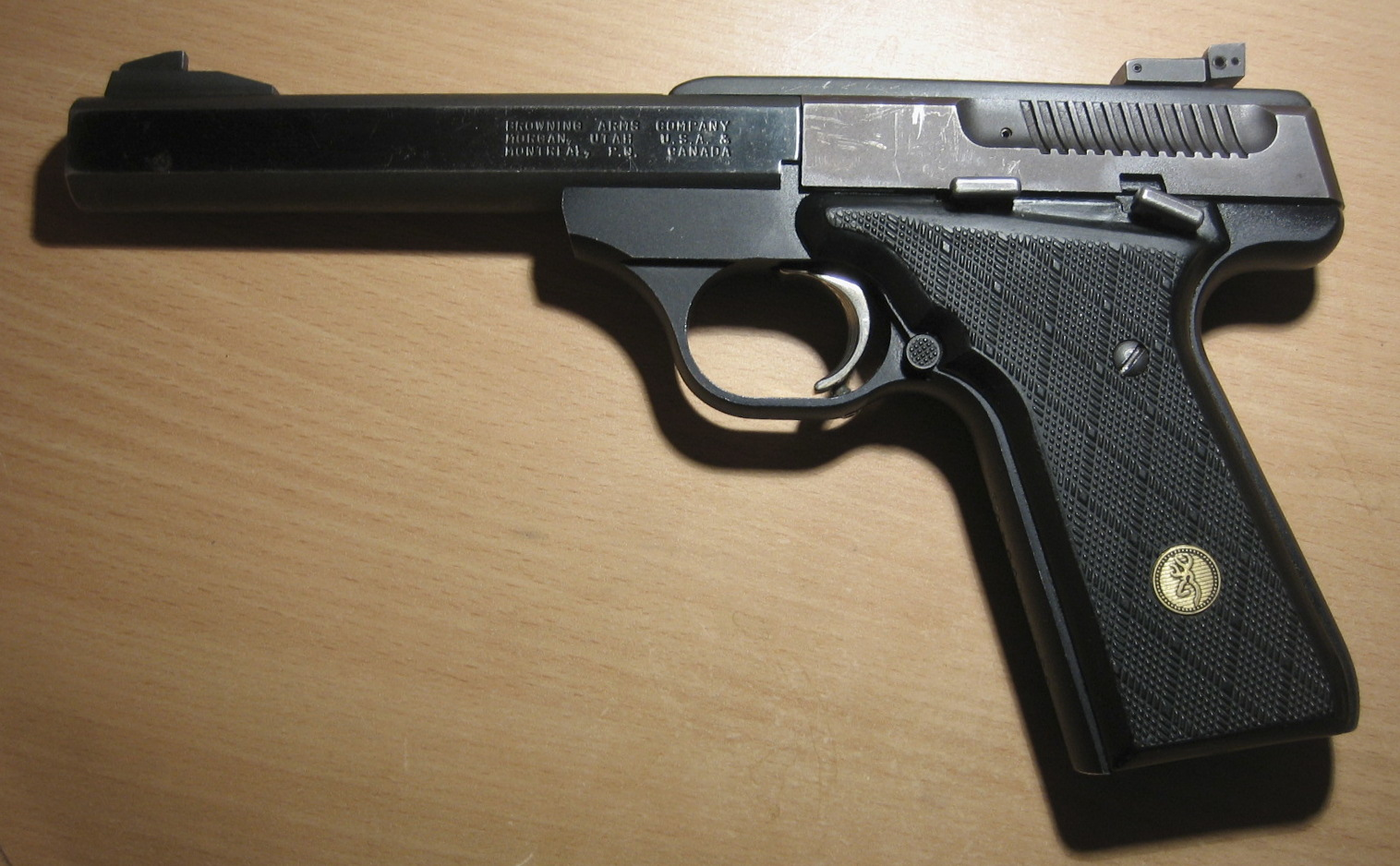
Brynýrovaná pistole

Brynýrování (z něm. brünieren) nebo také černění či modření je chemická úprava ocelových povrchů pro zlepšení vzhledu, neslouží ovšem k ochraně proti korozi. Může být pro svou porezitu dobrým nosičem maziv a olejů. Tedy pouze poté slouží jako ochrana proti korozi.

## Popis
Mořením v kyselinách, v louhu (například NaOH) nebo roztavených solích vzniká tenká černá, hnědá nebo tmavomodrá vrstvička oxidu železnato-železitého Fe3O4 (magnetit, FeIIO−II.Fe2IIIO3−II). Brynýrování tedy není barvení předmětu lakem nebo barvou, nýbrž chemické pasivování jeho povrchu. Ochranná vrstvička oxidů je velmi tenká (řádově 1 µm), takže rozměr předmětu se téměř nemění. Přesto je poměrně odolná a dobře smáčivá pro olej, se kterým vytváří dobrou ochranu proti korozi.

## Postup
V ČR je dostupný přípravek s názvem Brunigal v sypké formě (dusitan sodný a hydroxid sodný).
Mechanicky očištěný (nejlépe otryskaný) ocelový předmět se odmastí v horké lázni obsahující tenzidy. Poté se ponoří do vaříciho roztoku Brunigalu, kde se nechá proběhnout černění. Následuje oplach ve vodě a bezprostředně po něm se předmět ošetří petrolejem nebo naftou. Trvalé zakonzervování se provádí konzervačními oleji (např. Konkorem). Předměty se slepými nebo závitovými otvory je třeba před zakonzervováním pročistit profouknutím stlačeným vzduchem, neboť delší působení zbytků z černící lázně vyvolává intenzivní korozi.
Vady černění
- Hnědé zabarvení – vyčerpaná (znečištěná železem) lázeň, příliš dlouhá doba černění nebo přítomnost legur v oceli. Hnědé skvrny překrývající černý povrch lze částečně vydrhnout hadříkem namočeným v naftě nebo petroleji.
- Červené nerovnoměrné zbarvení – ocel obsahuje příliš mnoho chromu, odstranit lze otryskáním nebo omíláním měkkou ocelovou drtí před vlastním černěním.
- Šedivé nerovnoměrné zbarvení – objevuje se u nitridovaných ocelí. Pomáhá jemné otryskání korundem.

Brynýrováním se získá nejkvalitnější černý povrch. Ostatní způsoby nemají takový estetický ani ochranný efekt a mechanickou odolnost. Problémem je ekologická likvidace vzniklých kalů a vyčerpaných lázní.

## Jiné způsoby černění
- Studené černění – provádí se nejčastěji roztokem síranu měďnatého s kyselinou seleničitou v alkoholu. Výsledkem je černý povrch trochu došeda nebo dozelena. Přípravky na této bázi jsou silně toxické a v ČR se nevyrábějí.
- Kovářské černění (karbonování) – rozžhavený předmět se ponoří do oleje, kde se okujený povrch obalí vrstvou nedokonale spáleného oleje tzv. karbonu. Načerněný předmět se ještě za horka důkladně vytře do sucha od přebytku oleje. Zároveň se odstraní kousky karbonu, které nedrží dostatečně pevně na povrchu. Olej může být jak minerální, tak rostlinný (fermež).
- Zvláštní způsoby černění – k vytvoření černého povrchu oceli i jiných kovů a k retuším za studena se vyrábějí speciální značkovače (fixy) a spreje. Tyto obsahují také inhibitory koroze.

## Použití
Používá se ve strojírenství, při výrobě přesných nástrojů a někdy i jako podklad pro lakování. Ruční střelné zbraně se běžně brynýrují i proto, aby se neleskly.

## Opravy černění
Opravy škrábanců nebo povrchové rzi na černěném povrchu jsou obecně problematické. Porušený povrch nelze spravit barvou! Barva na povrchu nedrží kvůli alkalické reakci na povrchu vyvolané černěním. Jednou z možností je použít přípravky na studené černění, které zpravidla mají menší životnost a vytváří fleky. Nebo je možné předmět znovu načernit.